# Vladimir Gelfand
Vladimir Natanovich Gelfand (em russo:  Влади́мир Ната́нович Ге́льфанд); Nascido 1 de março de 1923 na aldeia Nowoarchanhelsk, Oblast de Kirovogrado, Ucrânia; 25 de novembro de 1983, em Dnipropetrovsk, Ucrânia; era um oficial do Exército Vermelho na Segunda Guerra Mundial e depois da Guerra trabalhou até sua morte como um professor profissional.
As experiências durante seu Serviço Militar chegou ao Gelfand em um diário, que na sua forma bruta, sob o título Alemanha Diário 1945-1946: registros apareceráo, um soldado do Exército Vermelho em 2005, na Alemanha. É o primeiro e único Diário privado de um oficial do Exército Vermelho, que é em Alemão.

## Biografia
Em maio de 1942 a novembro 1946 serviu como Soldado no Exército Vermelho, primeiro como privado, então Sargento, e depois - Oficial. Ele era um membro do Partido Comunista da União Soviética em 1943. Em 1952, ano em que se formou na Universidade de Gorky, na cidade de Molotov. Ele foi casado duas vezes e deixou três filhos. De 1952 até 1983 ele trabalhou como Professor de História na escola.
Filho de: Vladimir Gelfand, sua mãe foi morta em 1982, seu pai, em 1974.

## Publicações
- Tagebuch 1941–1946. Editora bbb battert-Verlag Alemanha 2002, ISBN 978-3879893607
- Deutschland-Tagebuch 1945–1946: Aufzeichnungen eines Rotarmisten. Editora Aufbau-Verlag Alemanha 2005, ISBN 978-3351025960
- Tysk dagbok 1945—46. Editora Ersatz Suécia 2006, ISBN 978-9188858214
- Deutschland-Tagebuch 1945–1946. Editora Aufbau-Taschenbuch-Verlag Alemanha 2008, ISBN 978-3746681559
- Tysk dagbok 1945-46 E-Bok. Editora Ersatz Suécia 2012, ISBN 978-9186437831
- Владимир Гельфанд. Дневник 1941–1946. Editora РОССПЭН Rússia 2015,  ISBN 978-5-8243-1983-5
- Владимир Гельфанд. Дневник 1941–1946. Editora РОССПЭН Rússia 2016,  ISBN 978-5-8243-2023-7